# Ionkanal
Ionkanaler er membranproteiner, der regulerer ioners passive transport gennem membraner fra højere koncentration til lavere koncentration. Ionkanalerne etablerer og kontrollerer derved en lille spændingsgradient over plasmamembran i alle levende celler. Natrium- og kaliumkanaler er helt essentielle for hjernen og nervesystemets elektriske aktivitet. Ionkanalerne regulerer altid ionstrømmen i retning af, men aldrig imod, den elektrokemiske gradient.
Ionkanaler er den ene af to klasser af ionofore makromolekyler, dvs. makromolekyler kendetegnet ved at binde ioner reversibelt, og lader dem passere passivt på tværs af membranen; den anden klasse er ionpumper eller iontransportører, der aktivt transporterer ioner på tværs af membranen.
Ionkanaler er ofte homotetramere eller heteropentamere molekylære strukturer.

## Spændingsstyrede ionkanaler
Spændingsstyrede ionkanaler (en. Voltage-gated ion channel) er sædvanligvis ionspecifikke, og man har identificeret kanaler for Na+, K+ (se Kaliumkanal), Ca2+ og Cl–.

### Nav
Familien af de specifikke kanaler for Na+ består af ni undertyper, Nav.
Nav1.7, Nav1.8 og Nav1.9 spiller en afgørende rolle i transmission af smerteimpulser til hjernen.  De findes primært i små sensoriske neuroner kaldet C-fibre, der detekterer smerte-stimuli og er involveret i nociception, processen med at sanse smerter, jvf. Nociceptor.

### Kv
Familien af de specifikke kanaler for K+ benævnes Kv. I Kv-familien er der en stærk homologi mellem prokaryoter og eukaryoter. 
Vigtige medlemmer for forståelsen af kaliumkanalernes struktur of funktion er
- KcsA i streptomyces A
- Shaker kalium kanal i Drosophila

## Ligandstyrede ionkanaler
Ligandstyrede ionkanaler (en: Ligand-gated ion channel, LGIC eller LIC) for Na+, K+, Ca2+ og Cl– omfatter bl.a. familier af receptorer for neurotransmitterne
- serotonin eller 5-hydroxytryptamin (5-HT3 receptor),
- acetylcholine (nAChR efter en. nicotinic acetylcholine receptor) og
- GABA, gamma-aminosmørsyre eller gamma-aminobutansyre (GABAA receptor)

## Mekanosensitive ionkanaler
Mekanosensitive ionkanaler (en: Mechanosensitive channels) kan aktiveres af tryk eller vibrationer

## Lysstyrede ionkanaler
Lysstyrede ionkanaler (en: Light gated channels) kan aktiveres af lys af en bestemt bølgelængde som f.eks.
- en: Channelrhodopsin

## Temperaturstyrede ionkanaler
Temperaturstyrede ionkanaler kan aktiveres ved bestemte temperaturer
- TRP ionkanaler (en: Transient receptor potential channel)